# 11820 Mikiyasato
11820 Mikiyasato este o planetă minoră (asteroid), cu un diametru de 5,388 km, din centura de asteroizi. A fost descoperită pe 1 martie 1981 la Observatorul Siding Spring de Schelte J. Bus. 
Obiectul prezintă o orbită caracterizată de o semiaxă mare de 3,0478353 UAi, o excentricitate de 0,07, o înclinație de 10,46558 ° în raport cu ecliptica.